# チョーコー醤油
チョーコー醤油株式会社（チョーコーしょうゆ）は、長崎県長崎市に本社を置く日本の調味料メーカー。
本項では、製造部門である長工醤油味噌協同組合と一体的に取り扱うことにする。

## 概要
醤油・味噌・その他これらを基にした調味料を販売。醤油は九州で伝統的に好まれる甘みの強いものを生産販売している。
皿うどんにかけるウスターソースとして「金蝶ソース」という製品があり、愛用されている。
会社のルーツは戦時統制。これによって県内に存在していた中小の醤油・味噌業者が統合され発足した「長崎醤油味噌醸造工業組合」が母体である。組合はその後何度も改称を繰り返し、現在は「長工醤油味噌協同組合」と名乗り、「チョーコー」ブランド商品の製造を続けている。その販売部門がこの会社である。
社名は、長崎醤油味噌工業協同組合に由来し、会社ロゴも、長工の2文字のモチーフが使われている。

## 沿革
- 1941年 - 長崎醤油味噌醸造工業組合創業
- 1945年 - 原爆投下により生産設備がほぼ全て失われる
- 1947年 - 長崎醤油味噌工業組合へ改称／会社の母体となる長崎調味料有限会社創立
- 1948年 - 御船蔵町味噌工場完成（現、長崎市西坂町本社）／長崎調味料有限会社を長工醤油味噌有限会社に改称
- 1959年 - 御船蔵町醤油工場完成（オートメーションの高層ビル工場）
- 1964年 - 諫早味噌工場完成
- 1966年 - 長工醤油味噌有限会社を長工醤油株式会社に改組（この時を会社の設立とする）
- 1969年 - 大村工場第一期工事完成
- 1973年 - 長工醤油株式会社を現社名に変更
- 1975年 - 大村工場第二期工事完成
- 1993年 - 明楽館完成（新厚生棟）
- 1998年 - ソース・食酢製造開始
- 1999年 - 新工場香味彩館完成
- 2000年 - 関西物流センター設置

## 事業所

### チョーコー醤油株式会社
- 本社 - 長崎県長崎市西坂町2番7号
- 長崎支社 - 長崎県長崎市田中町642番2
- 佐世保支店 - 長崎県佐世保市有福町4159番3号
- 五島支店 - 長崎県五島市東浜町1丁目15番6号
- 福岡支店 - 福岡県大野城市仲畑2丁目2番1号
- 天草営業所 - 熊本県天草市本渡町本戸馬場3030番7号
- 沖縄営業所 - 沖縄県浦添市西洲2丁目8番3号 株式会社富村商事内
- 東京支社 - 埼玉県戸田市早瀬2-24-12 ケイアイ株式会社内
- 名古屋支店 - 愛知県名古屋市守山区野萩町6番43号
- 大阪支店 - 大阪府大東市新田旭町2-18 ケイアイ株式会社内

### 長工醤油味噌協同組合
- 本社 - 長崎県長崎市西坂町2番7号
- 大村工場 - 長崎県大村市溝陸町815

## 商品
しょうゆ
- 有機醤油 こいくち
- 有機醤油 うすくち
- 超特選 むらさき
- 超特選 減塩醤油
- 木樽仕込 国産丸大豆使用醤油
- 純むらさき

みそ
- 長崎みそ
- 長崎米みそ
- 有機味噌麦
- 九州麦みそ
- 輝麦
- 長崎麦米合わせみそ
- 減塩みそ
- いなむるちみそ（沖縄限定）

だし・つゆ
- 有機醤油使用 だしの素
- 有機醤油使用 京風だしの素
- 焼きあごだし うすいろ
- 昆布白だし
- 京風仕立て白だし
- すき焼わりした
- あごつゆ
- えびつゆ
- かつおつゆ

ぽん酢
- ゆず醤油かけぽん
- 実生ゆずかけぽん
- 実生ゆず 減塩ぽん酢
- 香り立つぽん酢

ソース
- 金蝶ウスターソース

ドレッシング
- ごまドレッシング
- カロリーハーフごまドレッシング
- 黒ごまドレッシング
- ゆずドレッシング
- ノンオイルゆずドレッシング
- たまねぎドレッシング

その他
- 長崎ちゃんぽんスープ
- ぎょうざのたれ
- 焼肉のたれ

## 参考資料
1. ↑  チョーコー醤油HP-歴史
2. ↑  日本名門酒会-折々の酒-◆醤油◆　おすすめ商品